# France 3 Champagne-Ardenne
France 3 Champagne-Ardenne est une des vingt-quatre antennes métropolitaines de proximité du réseau France 3, faisant partie du groupe France Télévisions, émettant en Champagne-Ardenne, et basée à Reims.
À partir du 1er janvier 2017, elle fusionne avec trois autres antennes au sein de France 3 Grand Est.

## Historique
L'ORTF Télé Lorraine-Champagne crée un Centre d'Actualités Télévisés (CAT) à Reims en 1965 qui est rattaché à celui de Nancy. Il produit et diffuse chaque soir sur la deuxième chaîne un journal télévisé régional en parallèle à celui déjà diffusé en Lorraine : Champagne-Ardenne Actualités présenté par un journaliste de Radio Reims, Fernand Tavarès. Ce dernier présente le premier journal télévisé de l'histoire de la chaîne le 25 février 1965. Un magazine bimensuel, diffusé le samedi, dans les deux régions Lorraine et Champagne-Ardenne est créé en 1968. En 1972, le journal télévisé de Lorraine passe à la couleur.
À la suite de l'éclatement de l'ORTF, Télé Lorraine-Champagne devient FR3 Lorraine Champagne-Ardenne le 6 janvier 1975 et les programmes régionaux passent de la deuxième à la troisième chaîne.
La station se dote en 1982 d'un atelier de vidéographie, spécialisé dans la création d’images assistées par ordinateur, qui réalise et collabore à la création de séries d’animation pour la jeunesse, de génériques et d’habillages d’émissions nationales et régionales.
Un bureau permanent est créé en 1981 à Troyes, en 1984 à Chaumont puis à Charleville-Mézières en 1985.
L'information régionale est diffusée tous les jours de 19 h10 à 19 h30 dans le cadre du 19/20 dès 1990.
À la suite de la création de France Télévision le 7 septembre 1992, FR3 Lorraine Champagne-Ardenne devient France 3 Lorraine Champagne-Ardenne. Une unité régionale de production Grand-Est, regroupant les moyens de production de Nancy et Strasbourg, est mise en place.
France 3 Champagne-Ardenne lance une édition locale à Reims le 26 février 2001 baptisée Champagne Info. C'est la première édition entièrement numérique.
Un bureau décentralisé ouvre à Châlons-en-Champagne en 2001. Un nouveau dispositif technique est installé en 2005 au bureau décentralisé de Charleville-Mézières permettant de contrôler les lumières, son et caméras depuis Reims et Nancy.
Jusqu'en 2009, France 3 Lorraine Champagne-Ardenne possède une sous-antenne régionale, France 3 Champagne-Ardenne, et propose en début de soirée trois journaux d'information locale : 19/20 Metz, 19/20 Nancy et 19/20 Champagne Info.
La loi relative à la communication audiovisuelle et au nouveau service public de la télévisions (loi no 2009-258) publiée au J.O. le 5 mars 2009, donne un nouveau cadre juridique à France Télévisions qui devient une entreprise commune regroupant France 2, France 3, France 4, France 5 et RFO.
En janvier 2010, une nouvelle organisation de France 3 a été mise en place dans le cadre de l'entreprise unique. L’un des changements majeurs pour France 3 est la suppression de ses 13 directions régionales remplacées par quatre pôles de gouvernance (Nord-Est, Nord-Ouest, Sud Ouest et Sud-est) localisés dans quatre grandes villes de France, celui du Nord-Est ayant été attribué à Strasbourg. Les régions sont redécoupées en 24 antennes dites de proximité. Le bureau régional d'information de Reims cesse de dépendre de Nancy, pour devenir autonome. France 3 Lorraine Champagne-Ardenne se scinde alors en deux antennes de proximité : France 3 Lorraine et France 3 Champagne-Ardenne.
Le 1er janvier 2017 voit apparaître une nouvelle réforme du réseau régional de France 3, dont l’objectif est de développer les programmes régionaux et la proximité. 13 directions régionales sont créées, France 3 Champagne-Ardenne est rattachée à la direction France 3 Grand Est, dont le siège est à Strasbourg. France 3 Alsace et France 3 Lorraine font partie de la même direction.

## Identité visuelle
Le 29 janvier 2018, France Télévisions dévoile sa nouvelle identité visuelle. Le logo de France 3 Grand Est, •3 Grand Est, devient le logo de la marque régionale.

Logo d'ORTF Hautvillers du 25 février 1965 au 5 janvier 1975.
Logo de FR3 Lorraine Champagne-Ardenne du 6 mai 1986 au 22 novembre 1987.
Logo de FR3 Lorraine Champagne-Ardenne du 22 décembre 1990 au 6 septembre 1992.
Logo de France 3 Lorraine Champagne-Ardenne du 7 septembre 1992 au 6 janvier 2002.
Logo de France 3 Lorraine Champagne-Ardenne du 7 janvier 2002 au 6 avril 2008.
Logo de France 3 Lorraine Champagne-Ardenne du 7 avril 2008 au 3 janvier 2010.
Logo de France 3 Champagne-Ardenne du 4 janvier 2010 au 1er janvier 2017.
Logo de France 3 Grand Est depuis 2017.

## Organisation
A l’instar du groupe France Télévisions, France 3 en région a pour mission d’informer, de divertir, d’éduquer, d’animer le débat démocratique, de créer du lien social. France 3 Lorraine-Champagne-Ardenne produit et diffuse de l’information et des programmes de proximité sur tous ses canaux de diffusion (antennes télé et numérique).
Le premier siège du Centre d'Actualités télévisées de Reims, qui accueille aussi Radio Reims, est un bâtiment en préfabriqué situé à Hautvillers, au pied de l'émetteur de radio et télévision. En 1969, les studios de radio et télévision quittent Hautvillers au profit d'une nouvelle adresse, rue du Docteur Jankel Segal à Reims.
Aujourd'hui, l'antenne principale de France 3 Champagne-Ardenne est située à Reims, rue du Docteur Jankel Segal. France 3 Champagne-Ardenne a trois bureaux d'information de proximité, à Charleville-Mézières (Ardennes), Troyes (Aube) et Chaumont (Haute-Marne).

## Émissions régionales

### Information
- Le journal régional 12/13 : du lundi au dimanche à 12h, présenté en alternance par Clément Barbet, Baptiste Galmiche, Perrine Ketels, Layla Landry, Romain Nowicki, Clément Pravaz et Leïla Salhi.
- Le journal régional 19/20 : du lundi au dimanche à 19h, présenté en alternance par Clément Barbet, Baptiste Galmiche, Perrine Ketels, Layla Landry, Romain Nowicki, Clément Pravaz et Leïla Salhi.
- J'peux pas j'ai culture : tous les vendredis dans le 19/20, une page culture décalée pour découvrir la diversité culturelle du territoire, à la rencontre des lieux de culture et des personnes qui la font vivre.
- Le 18.30 : du lundi au vendredi à 18h30, le rendez-vous de l'actu décalée, présenté en alternance par Loïc Schaeffer et Michaël Martin.
- Le 18.30 la suite : du lundi au vendredi après le 18.30, le rendez-vous quotidien d’actualité pour découvrir et s’inspirer des différences et similarités des régions limitrophes de la Champagne-Ardenne.

### Émissions régionales
Du lundi au vendredi
- Vous êtes formidables : l’émission où l’on rencontre des personnalités régionales, des héros du quotidien. C’est aussi le partage de bons plans en matière de bien-être et d’art de vivre. Une émission qui s’intéresse aux gens, à ceux qui font rayonner positivement la région, de vrais gens formidables qui ont tant à partager. Du lundi au vendredi à 10h, présenté par Valérie Alexandre.
- Sortir : l’agenda des sorties et des loisirs en Champagne-Ardenne et dans le Grand Est, diffusé du lundi au vendredi, trois fois par jour avant ou après les JT.
- Enquêtes de région : un mercredi par mois, en 2e partie de soirée, la rédaction de France 3 Grand Est part sur le terrain pour poser un regard différent et pertinent sur l’actualité, avec des reportages inédits sur les transformations en cours dans la région et leurs impacts sur la vie des citoyens, et des sujets d’actualité qui font réagir.
- Les documentaires coproduits par France 3 Grand Est, les mercredis et jeudis soirs en 2e partie de soirée, et les mercredis vendredis à 09h05 (en alternance avec des coproductions d'autres antennes du réseau France 3).

Le week-end
- Succulent : une nouvelle collection proposée par France 3 Grand Est et les antennes régionales de Bourgogne Franche-Comté, Hauts-de-France et Centre-Val de Loire. Au plus près des gens, des expressions, des gestes et de l’assiette, Succulent ! est une invitation au voyage culinaire. Du Fooding au Michelin, de la baraque à frites au restaurant gastronomique, tous les goûts sont dans la nature et dans Succulent ! Le samedi à 11h25.
- Dimanche en politique : femmes et hommes politiques, acteurs engagés de la société civile et spécialistes se retrouvent en plateau pour dialoguer, débattre et détailler leurs actions. Un rendez-vous incontournable pour ceux qui s’intéressent à la vie publique et citoyenne de leur région. Et une fois par mois, c’est à l’échelle du Grand Est et à celle de l’Europe que nous vous donnons rendez-vous. Le dimanche à 11h25.
- Courants d'Est : le magazine de découverte, pour mieux explorer les pépites de nos régions. Se ressourcer, découvrir les territoires du Grand Est en pratiquant une activité de pleine nature, en rencontrant ceux qui osent vivre leur passion et en goûtant le meilleur de la région. Un voyage avec Carine Aigon, à la rencontre des acteurs et des tendances, pour une (re) découverte de la région de façon joviale et intense. Le dimanche à 12h55.

#### Anciennes émissions
- 19/20 Sports et Midi Sports : présentées par Matthieu Rappez et Grégoire Schott
- 13 avec vous : présentée par Valérie Alexandre (émission sur la vie quotidienne ; lundi, mardi, jeudi et vendredi à 12 h55)
- Champs Libres : magazine culturel, présenté un dimanche sur deux à 11 h 30 par Franck Gaillet.
- Confluence : magazine transfrontalier franco-belge présenté un dimanche par mois à 11 h 30 par Valérie Odile (France 3 Lorraine) et Christelle Collin (TV Lux) et coproduit par la chaîne et la télévision de proximité belge TV Lux (dernière émission diffusée le 13 juin 2010).
- Le Mag : magazine présenté par Laurent Cluzel.
- Heureux qui communique : regroupe les sujets scientifique, diffusé après le journal régional du 19/20.
- C'est mieux le matin : émission de conseils et service présentée chaque matin en semaine à 10 h 50 jusqu'au 18 septembre 2006.
- Cœur de pays : magazine consacré à la région présenté le dimanche à 11 h30 par Jérémy Durieux.
- Infos Service : agenda des sorties en Champagne-Ardenne présenté par Anne-Sophie Gaidoz et Nicolas Schmitt.
- Entrez dans la danse : présentée par Didier Ohmer.
- Présentation météo : présentée entre autres par Anne-Sophie Gaidoz, Nicolas Schmitt, Sébastien Gitton et Sébastien Riffaud.
- Ça roule en cuisine : recettes de Sophie Menut, à travers ses haltes sur les marchés avec son food truck.
- Pourquoi chercher plus loin : aventure et découvertes dans le Grand Est, présenté par Chloé François, le dimanche à 12 h55

## Diffusion

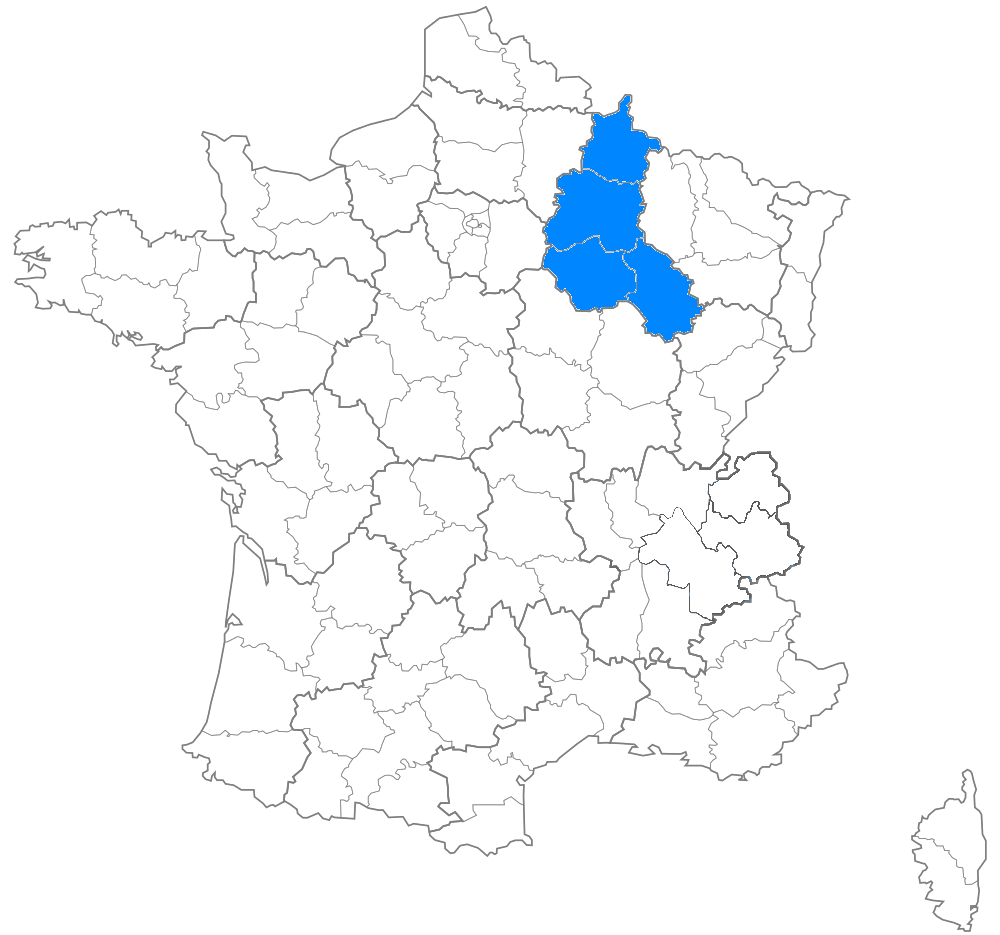
Zone d'émission TNT de France 3 Champagne-Ardenne

Télé Lorraine-Champagne fut d'abord diffusée sur le réseau terrestre analogique hertzien UHF SECAM à 625 lignes de la deuxième chaîne de 1965 à 1975. Du 6 janvier 1975 au 28 septembre 2010, FR3 Lorraine Champagne-Ardenne est diffusée sur le réseau analogique hertzien UHF SECAM de France 3 via les émetteurs principaux TDF de Reims-Hautvillers, de Chaumont-Chalindrey-Le Cagnelot, de Mézières-Sury-La Pointe et de Troyes-Les Riceys jusqu'au passage définitif de la Champagne-Ardenne au tout numérique terrestre.
France 3 Champagne Ardenne est diffusée en région Champagne-Ardenne sur le multiplex R1 de la TNT locale depuis les émetteurs TDF de Reims-Hautvillers (canal 34H), de Chaumont-Chalindrey-Le Cagnelot (canal 49H), de Mézières-Sury-La Pointe (canal 44H) et de Troyes-Les Riceys (canal 26H), ainsi que par câble sur Noos. Elle est aussi accessible dans toute la France sur les bouquets satellite Canalsat, TNTSAT et Fransat, et sur les bouquets ADSL.

## Slogans
- 1992-2001 : « France 3, la télé qui prend son temps »
- 2001-2010 : « France 3, de près, on se comprend mieux »[2]
- 2010-2011 : « France 3, avec vous, à chaque instant »
- 2011-2012 : « Entre nous, on se dit tout »
- 2012-2013 : « Vous êtes au bon endroit »
- 2013 : « Depuis 40 ans, vous êtes au bon endroit »
- Novembre 2013 : « Nos régions nous inspirent, nos régions vous inspirent »
- Septembre 2018 : « Sur France 3, vous êtes au bon endroit »
- 2021 : « Premier média global de proximité »